# وليفرد (واشنطن)
وليفرد (بالإنجليزية: Valleyford, Washington)‏ هي منطقة سكنية تقع في الولايات المتحدة في مقاطعة سبوكان، واشنطن. يقدر عدد سكانها وترتفع عن سطح البحر 758.05 متر.